# Rudolf Riß
Rudolf Riß (* 29. März 1884 in Aschaffenburg; † 17. Januar 1945 ebenda) war ein deutscher Landrat.

## Leben
Rudolf Riß absolvierte nach dem Abitur ein Studium der Rechtswissenschaften an der Ludwig-Maximilians-Universität München und der Julius-Maximilians-Universität Würzburg. Seinen Militärdienst leistete er als Einjährig-Freiwilliger, legte die erste juristische Staatsprüfung ab und begann den dreijährigen Vorbereitungsdienst (Referendariat). Nach dem Großen juristischen Staatsexamen im Jahre 1991 in Würzburg  kam er als Assessor zum Bezirksamt Hilpoltstein.  Zur Landespreisstelle in München gewechselt, wurde er 1924 Regierungsrat bei der Reichsentschädigungsstelle Würzburg. 1926 kehrte er in die Kommunalverwaltung zurück und kam als Geschäftsaushilfe zum Bezirksamt Aschaffenburg. 
Zum 1. Mai 1933 trat Riß in die NSDAP ein (Mitgliedsnummer 3.562.043). Am 1. November 1933 erhielt er die Ernennung zum Bezirksamtsvorstand (ab 1939 Landrat) des Bezirksamtes Karlstadt (ab 1939 Landkreis Karlstadt), wo er bis zu seiner Abordnung zur Regierung von Unterfranken am 29. Februar 1940 blieb. Unter Fortbestehen der Abordnung wurde er Landrat des Landkreises Hofheim. Bereits nach sieben Monaten wurde er dienstunfähig krank und musste zum 28. Februar 1942 aus Gesundheitsgründen vorzeitig in den Ruhestand gehen.